# بلدة مدنية
البلدة المدنية (بالإنجليزية: Civil township)‏ هي وحدة تستخدم على نطاق واسع في الحكومة المحلية في الولايات المتحدة الأمريكية، وتكون تابعة لمقاطعة معينة، وغالبًا ما تكون في الأجزاء الشمالية والغربية الوسطى من البلاد. ويستخدم مصطلح بلدة في نيو إنجلاند ونيويورك وويسكونسن للإشارة إلى ما يقابل معنى البلدة المدنية في هذه الولايات؛ تستخدم مينيسوتا كلمة «بلدة» رسميًا ولكنها غالبًا ما تستخدمها وتستخدم «بلدة مدنية» بالتبادل. تختلف المسؤوليات المحددة ودرجة الاستقلالية بناءً على كل ولاية. تختلف البلدات المدنية عن بلدات المسح، ولكن في الولايات التي لديها كلاهما، غالبًا ما تتطابق الحدود وقد تقسم المقاطعة جغرافيًا تمامًا. يصنف مكتب الإحصاء الأمريكي البلدات المدنية على أنها أقسام مدنية ثانوية. حاليا هناك 20 ولاية ذات بلدات مدنية.
يشرف على وظائف البلدة المدنية عمومًا مجلس إدارة (يختلف الاسم من ولاية إلى أخرى) وكاتب أو وصي أو رئيس بلدية (في نيو جيرسي وبلدة مترو في ولاية يوتا). غالبًا ما يشتمل ضباط البلدة على قاضي صلح ومفوض الطرق والمقيم والشرطي والمساح. في القرن العشرين أضافت العديد من البلدات أيضًا مدير بلدة أو مشرفًا إلى الضباط كمسؤول تنفيذي لمجلس الإدارة. في بعض الحالات تدير البلدات المدنية مكتبات محلية وخدمات كبار السن وخدمات الشباب وخدمات المواطنين المعوقين والمساعدة في حالات الطوارئ وحتى خدمات المقابر. في بعض الولايات قد تعمل البلدة المدنية والبلدية المتوافقة مع تلك البلدة المدنية على توحيد عملياتها كليًا أو جزئيًا.

## الوسط والغرب الأوسط

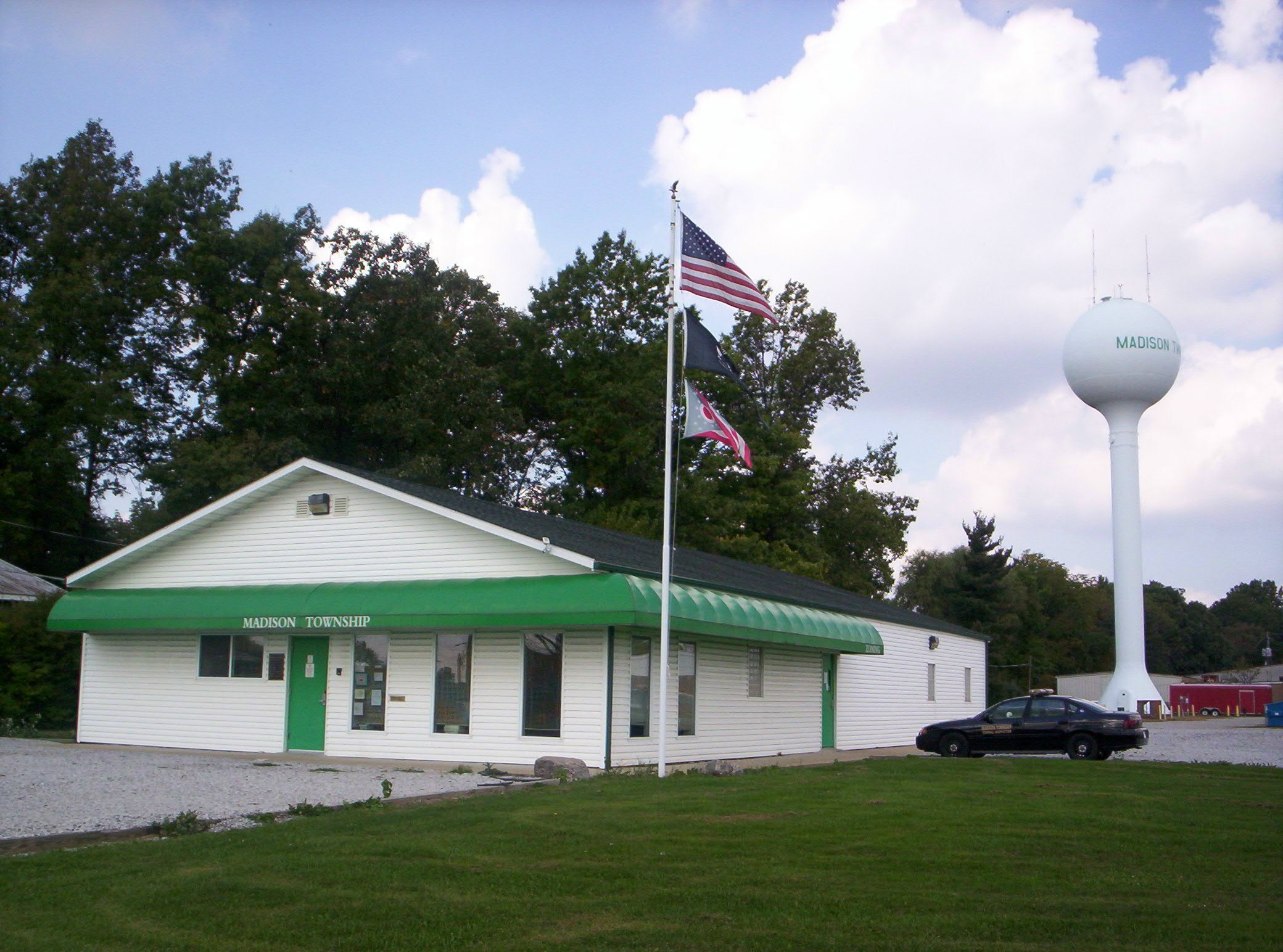
قاعة ماديسون تاونشيب في بلدة ماديسون التابعة لمقاطعة ريتشلاند في أوهايو

اعتمادًا على الولاية، تتمتع حكومة البلدة بدرجات متفاوتة من السلطة.
في ولايات أعالي الغرب الأوسط بالقرب من البحيرات العظمى، غالبًا ما تكون البلدات المدنية (المعروفة في ميشيغان باسم بلدات القانون العام وفي ويسكونسن كمدن)، غالبًا وليس دائمًا متراكبة على بلدات المسح. تختلف درجة قيام هذه البلدات بوظائف الكيانات الحكومية من ولاية إلى أخرى وفي بعض الحالات حتى داخل الولاية. على سبيل المثال، تنشط البلدات المدنية في الجزء الشمالي من إلينوي في تقديم الخدمات العامة، مثل صيانة الطرق والرعاية بعد المدرسة وخدمات كبار السن في حين أن البلدات المدنية في جنوب إلينوي كثيرًا ما تفوض هذه الخدمات إلى المقاطعة. تقدم معظم البلدات المدنية في إلينوي أيضًا خدمات مثل إزالة الجليد ونقل كبار السن وخدمات الطوارئ للأسر المقيمة في أجزاء غير مدمجة من المقاطعة. يوجد في كل بلدة مدنية في إلينوي مجلس بلدة، كان أعضاء مجلس إدارته يُطلق عليهم سابقًا أمناء البلدة، ومشرف بلدة واحد. في المقابل يتم تشغيل البلدات المدنية في ولاية إنديانا بطريقة متسقة نسبيًا على مستوى الولاية وتميل إلى أن تكون منظمة جيدًا، حيث يخدم كل منها وصي بلدة واحد ومجلس من ثلاثة أعضاء.
لا يتم دمج البلدات المدنية في هذه الولايات بشكل عام، وقد تقوم المدن المجاورة بضم الأراضي في البلدات المجاورة بسهولة نسبية. ومع ذلك، في ميشيغان تعد بلدات القانون العام كيانات مؤسسية (على سبيل المثال، يمكن أن تكون موضوعًا لدعاوى قضائية)، ويمكن إعادة صياغة بعضها كمدن مستأجرة، وهي حالة تهدف إلى الحماية من الضم من البلديات المجاورة والتي تمنح البلدة بعضًا من سلطات الحكم الذاتي مماثلة للمدن. في ولاية ويسكونسن تُعرف البلدات المدنية باسم «البلدات» بدلاً من البلدات المدنية، لكنها تعمل بشكل أساسي كما هو الحال في الولايات المجاورة. في ولاية مينيسوتا يشير قانون الولاية إلى كيانات مثل البلدات ومع ذلك يتطلب منها أن يكون لها اسم في شكل «اسم المدينة». في كل من المستندات والمحادثات، يتم استخدام كلمة «بلدة» و«بلدة مدنية» بالتبادل. يمكن أن تكون بلدات مينيسوتا إما غير حضرية أو حضرية (مما يمنح حكومة البلدة سلطة أكبر)، لكن هذا لا ينعكس في اسم البلدة. في ولاية أوهايو، يتم وضع مدينة أو قرية على بلدة ما لم تنسحب من خلال إنشاء بلدة ورقية. عندما لا تمتد البلدة الورقية إلى حدود المدينة، يدفع أصحاب العقارات ضرائب لكل من البلدة والبلدية، على الرغم من التغاضي عن هذه التداخلات أحيانًا عن طريق الخطأ. كما تسمح عشر ولايات أخرى بالتداخل بين البلدات والبلديات.
في كانساس تقدم بعض البلدات المدنية خدمات مثل صيانة الطرق وخدمات الحماية من الحرائق التي لا تقدمها المقاطعة.

## ولايات الشمال الشرقي

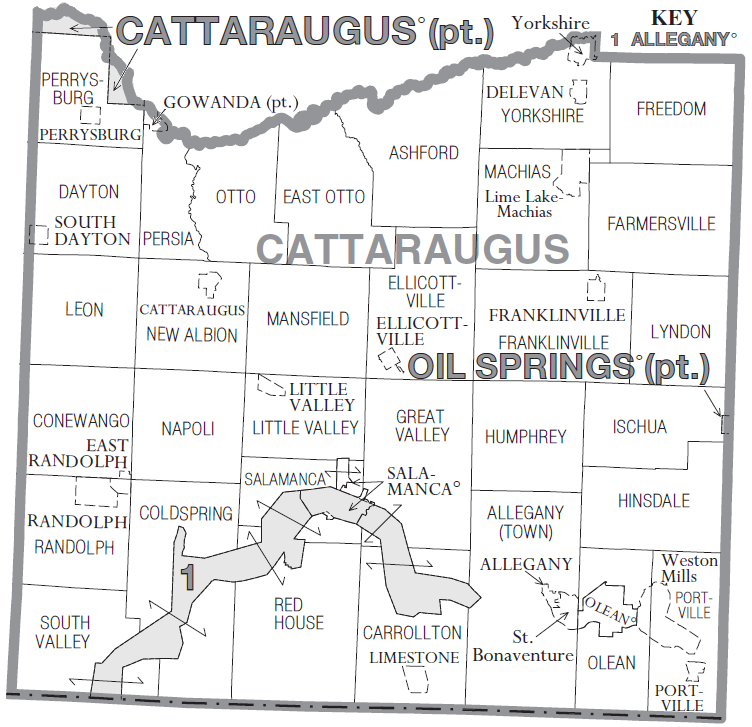
خريطة مقاطعة كاتاراوجوس، نيويورك تظهر تنظيم البلدية والبلدة المدنية

### نيو إنجلاند ونيويورك
تنقسم الولايات في نيو إنجلاند إلى بلدات ومدن، وهي بلديات تعمل بكامل طاقتها وتوفر معظم الخدمات المحلية. باستثناء عدد قليل من المناطق النائية في نيو هامبشاير وفيرمونت وحوالي نصف ولاية ماين، تقع جميع مناطق نيو إنجلاند داخل حدود بلدية مدمجة. يوجد في نيو إنجلاند مقاطعات، على الرغم من أنه في جنوب نيو إنجلاند، يتم استخدامها كخطوط فاصلة للأنظمة القضائية والأغراض الإحصائية، بينما في شمال نيو إنجلاند، قد يتعاملون مع بعض وظائف إنفاذ القانون والتعليم والوظائف المحدودة الأخرى بالإضافة إلى الأنظمة القضائية. يوجد في نيو إنجلاند أيضًا مدن معظمها عبارة عن بلدات صوت سكانها لاستبدال شكل اجتماع المدينة من الحكومة بنموذج المدينة.
في أجزاء من ولاية مين ونيوهامبشاير وفيرمونت، تسمى أحيانًا التقسيمات الفرعية للمقاطعات التي لم يتم دمجها بالبلدات، أو بعبارات أخرى مثل «منحة» أو «موقع» أو «مزرعة».
تنقسم ولاية نيويورك إلى مقاطعات، والتي تنقسم إلى مدن، باستثناء مدينة نيويورك التي تعد مقاطعاتها المشتركة الخمس لأغراض حكومة الولاية أحياء بلدية لأغراض حكومة المدينة (مقاطعة ذا برونكس كينجز كاونتي/بروكلين، نيو مقاطعة يورك/مانهاتن، كوينز كاونتي/كوينز، ومقاطعة ريتشموند/جزيرة ستاتن). كما هو الحال في نيو إنجلاند، فإن مصطلح «بلدة» يعني «بلدة مدنية» في معظم الولايات الأخرى. بالإضافة إلى ذلك، يستخدم سكان نيويورك بالعامية مصطلح «بلدة مدنية» ليعني «بلدة». البلدات والنجوع هي مناطق غير مدمجة داخل بلدة أو بلدات. نظرًا لأن المدن عبارة عن تقسيمات إدارية لمقاطعة، فلا يمكن لحدود المدينة عبور خطوط المقاطعة. بالإضافة إلى التقسيمات الإدارية، يوجد في ولاية نيويورك أيضًا مدن وقرى. هذه هي الشركات البلدية، وبالتالي، فهي قادرة على عبور حدود المقاطعات. بالإضافة إلى كونها أصغر من المدن في العادة، تخضع القرى للبلدات والمحافظات التي تقع فيها ويدفع سكان القرية ضرائب القرى والبلدات. المدن، من ناحية أخرى، هي سلطات قضائية مستقلة تمامًا داخل الولاية، والتي تكون حكوماتها مستقلة عن سيطرة المدينة والمقاطعة.

### بنسلفانيا ونيوجيرسي
بلدة بنسلفانيا المدنية هي وحدة تابعة للحكومة المحلية، وهي مسؤولة عن الخدمات مثل أقسام الشرطة والطرق المحلية وصيانة الشوارع. إنها تتصرف مثل مدينة أو منطقة. تم إنشاء البلدات بناءً على حدود جغرافية مناسبة وتختلف في الحجم من ستة إلى اثنين وخمسين ميلاً مربعاً (10x135 كم2).
تتشابه بلدة نيوجيرسي المدنية، من حيث أنها شكل من أشكال الحكومة البلدية مساوية لمكانة قرية أو بلدة أو منطقة أو مدينة، وتوفر خدمات مماثلة لبلدة بنسلفانيا المدنية، وتتنوع في الحجم من عُشر إلى مائة ميل مربع.

## الولايات الجنوبية

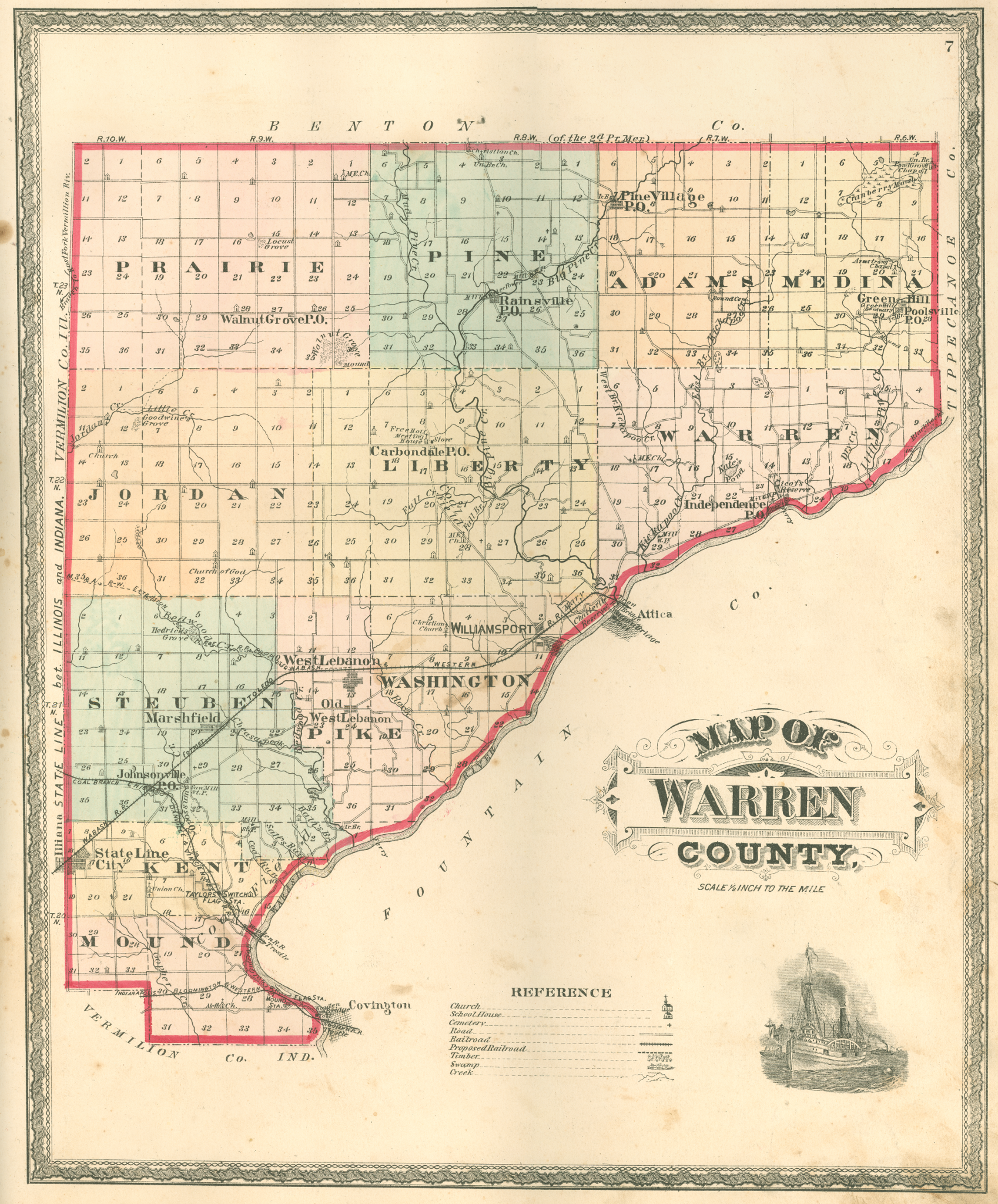
خريطة من عام 1877 مقاطعة وارن، إنديانا. من بين البلدات المدنية، فقط بلدة الصنوبر تتطابق تمامًا مع بلدة المسح المدنية التي تضم 36 قسمًا.

في جنوب الولايات المتحدة، خارج المدن والبلدات بشكل عام لا توجد حكومة محلية بخلاف المقاطعة.
لا تُعد ولاية كارولينا الشمالية استثناءً لهذه القاعدة، ولكن لديها بلدات كتقسيمات فرعية جغرافية ثانوية للمقاطعات، بما في ذلك كل من الأراضي غير المدمجة والأراضي داخل حدود المدن والبلدات المدمجة (بالإضافة إلى الولاية القضائية خارج الحدود الإقليمية للبلديات). تنقسم كل مقاطعة إلى بلدات كما هو منصوص عليه منذ دستور ولاية كارولينا الشمالية لعام 1868. بعض المقاطعات المتحضرة مثل مقاطعة مكلنبورغ (شارلوت) تقوم الآن بترقيم بلداتها (على سبيل المثال "Township 12") بدلاً من استخدام الأسماء. كانت البلدات في جميع أنحاء الولاية تتمتع ببعض التنظيم والواجبات الرسمية ولكنها الآن تعتبر فقط التقسيمات الاحتفالية لكل مقاطعة. لا تزال أسماء البلدات مستخدمة على نطاق واسع على مستوى حكومة المقاطعة في ولاية كارولينا الشمالية كطريقة لتحديد المناطق وتقسيمها للأغراض الإدارية؛ في المقام الأول لتحصيل ضرائب المقاطعة، وتحديد مناطق الحريق، وأغراض عقارية مثل تصنيف صكوك الأراضي ومسوحات الأراضي وغيرها من الوثائق العقارية، ولأغراض تسجيل الناخبين. في معظم مناطق ولاية كارولينا الشمالية التي تقع خارج أي حدود بلدية (خارج المدن أو البلدات)، تُستخدم البلدات لتحديد أماكن اقتراع الناخبين، وفي معظم الحالات تقسم مجالس انتخابات المقاطعات دوائرها الانتخابية حسب البلدات. ومع ذلك، لا توجد حكومة في حد ذاتها على مستوى البلدة المدنية في ولاية كارولينا الشمالية، ولا توجد مكاتب منتخبة أو معينة مرتبطة بالبلدات.

## الولايات الغربية
في عام 2015، أنشأت ولاية يوتا شكلاً من أشكال البلدة المدنية تسمى بلدة مترو. في حين أن كل بلدة مترو لديها رئيس بلدية ومجلس بلدة، وتدير الميزانية، ولا يمكن ضمها دون إذنها، سلطاتها الضريبية محدودة، ويجب أن تتعاقد مع البلديات الأخرى أو مناطق الخدمات البلدية المشتركة لمعظم الخدمات البلدية (الشرطة على سبيل المثال). بلدات المترو الخمس -تقع جميعها في مقاطعة سولت ليك— هي كيرنز، ماجنا، كوبرتون، وإيميجريشن كانيون، ووايت سيتي.

## الولايات التي كانت تمتلك في السابق بلدات مدنية ولكن لم تعد بها
- كان لدى كاليفورنيا بلدات في الولاية. تتمتع مجالس المشرفين بالمقاطعات بسلطة إنشاء أو توحيد أو إلغاء البلدات حتى أواخر عشرينيات القرن الماضي. (انظر الفئة: البلدات السابقة في ولاية كاليفورنيا.) اعتبارًا من عام 1967، تم تقسيم كل مقاطعة إلى بلدات للأغراض الانتخابية،[13] ولكن لم يعد هذا هو الحال بحلول عام 1977.[14] يستمر القانون القانوني لمقاطعة سان جواكين في تحديد بلدات تلك المقاطعة، على الرغم من أنه لا يفوض أي سلطات أو مسؤوليات لهم.[15]
- كان في ولاية أيوا 1608 بلدة مدنية في عام 1942. بحلول عام 1952، تم استيعاب مسؤولياتهم ووظائفهم بشكل أساسي من قبل مقاطعاتهم، واعتبروا «أثريًا» ولم يعد يتم احتسابهم.[16] توجد البلدات في ولاية أيوا، ولكن يتم احتسابها كتقسيمات إدارية لمقاطعاتها ولا يتم احتسابها على أنها حكومات منفصلة من قبل مكتب تعداد الولايات المتحدة.
- أوكلاهوما لديها مدن مدنية على مستوى الولاية عند إقامة الدولة. في 5 أغسطس 1913، أقر ناخبو أوكلاهوما تعديل أوكلاهوما تاونشيب، المعروف أيضًا باسم سؤال الولاية رقم 58. سمح هذا بإنشاء أو إلغاء البلدات على أساس مقاطعة على حدة.[17] بحلول منتصف الثلاثينيات، صوتت جميع المقاطعات لإلغائها.[18] تم استخدام أسمائهم وحدودهم السابقة لأغراض عد التعداد السكاني في الولايات المتحدة ووثائق التعداد حتى عام 1960، وبعد ذلك تم استخدام أقسام عد التعداد (CCDs).[19][20]
- كان في ولاية كارولينا الجنوبية بلدتان في عام 1952، وهما فولي آيلاند وجزيرة سوليفان.[21]
- تطلب دستور ولاية فرجينيا لعام 1870 تقسيم المقاطعات إلى بلدات، ولكن تعديلًا في عام 1874 حول تلك البلدات إلى مناطق قضائية.[22]
- كان لواشنطن 70 بلدة مدنية في عام 1952، في مقاطعتي سبوكان وواتكوم فقط، لإدارة الطرق المحلية.[23]

## كندا
مقاطعات شرق كندا بها، أو لديها، أقسام مماثلة لبلدات الولايات المتحدة.
تواصل أونتاريو وكيبيك وجود بلدات تقسم مقاطعاتهما.
تم تقديم الحكومة المحلية إلى نوفا سكوشا (التي شملت أيضًا المقاطعات البحرية لنيو برونزويك وجزيرة الأمير إدوارد) في عام 1749 في شكل بلدات تسيطر عليها محكمة من ربع جلسات، وهو نظام تميز الحكومة المحلية في بريطانيا وفرجينيا. كان لهذه المحكمة وظائف إدارية وقضائية على حد سواء، وتولت معظم مسؤوليات الحكومة المحلية، بما في ذلك تعيين الضباط اللازمين. تم تقديم شكل من أشكال الديمقراطية المباشرة إلى البلدات من قبل مستوطنين من نيو إنجلاند في عام 1760 بمساعدة قانون إقليمي. ومع ذلك، تم رفض القانون من قبل الملك في عام 1761، وتم استبدال الديمقراطية المباشرة في البلدات التي تبنتها في دورات الربع. نص القانونان في عامي 1855 و 1856 على دمج البلدات المتمتعة بالحكم الذاتي، لكن يارموث فقط شارك في الدمج، وتخلت عن الاحتمال بعد ثلاث سنوات. أُلغيت هذه القوانين في عام 1879، وتم استبدال البلدات في الربع الثالث من القرن التاسع عشر بالبلديات المتمتعة بالحكم الذاتي.

## روابط خارجية
- الرابطة الوطنية للمدن والبلدات
- مكتب الإحصاء الأمريكي، الدليل المرجعي للمناطق الجغرافية - الفصل 8: التقسيمات الفرعية للمقاطعات